# 1907 en Suisse
Chronologie de la Suisse
- 1903
- 1904
- 1905
- 1906
- 1907
- 1908
- 1909
- 1910
- 1911

Chronologie de la Suisse
1906 en Suisse - 1907 en Suisse - 1908 en Suisse

## Gouvernement au1erjanvier 1907
- Conseil Fédéral[1]
  - Eduard Müller (PRD), président de la Confédération
  - Ernst Brenner (PRD), vice-président de la Confédération
  - Adolf Deucher (PRD)
  - Robert Comtesse (PRD)
  - Marc-Emile Ruchet (PRD)
  - Ludwig Forrer (PRD)
  - Joseph Zemp (PDC)

## Évènements
Jeudi 31 janvier 
- Premières courses de chevaux sur le lac gelé de Saint-Moritz (GR).

 Samedi 2 février 
- Le Grand Conseil de Genève accepte la loi sur l'interdiction de vente de l'absinthe.

 Lundi 18 février 
- Épidémie de méningite dans le canton de Berne.

 Dimanche 3 janvier 
- Le syndicaliste Gottfried Reimann est élu maire de Bienne, devenant le premier président socialiste d'une ville de cette importance.

 Vendredi 15 mars 
- Grève des ouvriers chocolatiers des usines Peter-Kohler, à Vevey (VD) pour réclamer de meilleures conditions de travail.

 Lundi 8 avril 
- Fondation à Lucerne de la centrale d’achat des détaillants indépendants qui prit le nom d’Usego en 1910.

Vendredi 12 avril 
- Réforme de l'organisation militaire de la Confédération suisse[2].

 Dimanche 12 mai 
- Premier congrès de la Fédération suisse des syndicats chrétiens à Winterthour (ZH).

 Samedi 1er juin 
- Mise en service de la ligne de chemin de fer Berne-Schwarzenburg.

 Lundi 17 juin 
- Grève des maçons italiens à Bâle.

 Jeudi 20 juin 
- Début des activités de la Banque nationale suisse, qui détenant le droit exclusif d’émettre des billets de banque, met en circulation des billets de 50, 100, 500 et 1000 francs.

 Samedi 22 juin 
- Ouverture du Musée des PTT à Berne.

 Lundi 24 juin 
- Inauguration de la gare CFF de Bâle.

 Dimanche 30 juin 
- Les citoyens du canton de Genève approuvent la  suppression du budget des cultes, consacrant le principe de la séparation de l'Église et de l'État.

 Lundi 22 juillet 
- Première grève générale en Suisse. Elle se déroule dans le village industriel de Hochdorf (LU).

 Jeudi 1er août 
- Fondation à Berne de l’entreprise de services de sécurité Securitas.

 Vendredi 9 août 
- Mise en service du funiculaire de Muottas Muragl (GR).

 Mercredi 14 août 
- Inauguration du vapeur Vevey sur le lac Léman.

 Samedi 24 août 
- Mise en service de l’ascenseur Flon-Grand-Pont à Lausanne.

 Jeudi 5 septembre 
- Le conseil municipal de Kandergrund (BE) publie une interdiction pour les filles de la commune, de fréquenter les ouvriers italiens qui travaillent au chantier du tunnel de Lötschberg.

 Dimanche 8 septembre 
- Le canton de Zurich approuve une nouvelle constitution introduisant la journée de 9 heures pour les employées des entreprises publiques.

 Vendredi 18 octobre 
- La Seconde conférence de La Haye fixe les droits et les devoirs des États neutres.

 Vendredi 1er novembre 
- Père du mouvement socialiste français, Jean Jaurès prononce deux conférences à La Chaux-de-Fonds (NE), l’une sur Jean-Jacques Rousseau, l’autre les relations entre le socialisme et le syndicalisme.

 Dimanche 3 novembre 
- Votations fédérales. Le peuple approuve, par 329 953 oui (55,2 %) contre 267 605 non (44,8 %), l’organisation militaire de la Confédération.

 Mardi 10 décembre 
- Entrée en vigueur du Code civil suisse.
- Un immeuble en construction s’écoule à Malley, dans la banlieue de Lausanne. Six ouvriers sont tués.

## Décès
Samedi 16 mars 
- Décès à Washington, à l’âge de 74 ans, du linguiste Albert Samuel Gatschet.

 Mercredi 20 mars 
- Décès, à l’âge de 86 ans, de l'entomologiste Wilhelm Gustav Stierlin.

 Samedi 6 avril 
- Décès à Soleure, à l’âge de 85 ans, de l’ancien conseiller fédéral Bernhard Hammer (PRD, SO).

 Lundi 8 avril 
- Décès à Pully (VD), à l’âge de 75 ans, de l’ingénieur Étienne Guillemin.

 Mardi 4 juin 
- Décès à Saint-Gall, à l’âge de 67 ans, du médecin Georg Albert Girtanner, pionnier de la réintroduction du bouquetin en Suisse.

 Mercredi 19 juin 
- Décès à Neuchâtel, à l’âge de 61 ans, du théologien Georges Édouard Godet.

 Mardi 20 août 
- Décès à St. Blasien (Bade-Wurtemberg), à l’âge de 69 ans, du psychiatre Eduard Hitzig.